# Anne-Laure Folly
Pour les articles homonymes, voir Folly.
Anne-Laure Folly née le 31 mars 1954 est une réalisatrice de documentaire togolaise.

## Biographie

### Enfance et études
Ayele Folly-Reimann, plus connu sous le nom Anne-Laure Folly est la fille de Juliette Reimann et de Amah Folly. Elle  était productrice à Ocora Radio France et Radio France internationale. Elle fait des études de droit à Paris, à l'Université Paris-Panthéon-Assas. En 1981, elle travaille comme conseillère juridique pour l'UNESCO.

### Carrière
Elle se lance dans la réalisation de films au début des années 1990.  Elle n'a pas fait d'école de cinéma mais a été fortement inspirée par Sarah Maldoror (cinéaste française) et Safi Faye (cinéaste et ethnologue sénégalaise).
A part le documentaire, la  réalisatrice est aussi une  juriste internationale spécialisée dans les questions concernant l’Afrique. Elle compte à son actif  une vingtaine de documentaires sur des thèmes sociaux et politiques en Afrique,,,,.

## Filmographie
- 1992 : Le Gardien des forces. Vidéo, 52 min, documentaire[7]
- 1993 : Femmes du Niger. Vidéo, 26 min, documentaire[4],[7]
- 1993 : L'Or du Liptako. Vidéo, 12 min[7]
- 1994 : Femmes aux yeux ouverts. Vidéo, 52 min, documentaire[7]
- 1995 : Les Amazones se sont reconverties. Vidéo, 12 min, documentaire[7]
- 1996 : From the Tree to the Dugout/ Entre l'arbre et la pirogue. 52 min, documentaire[7]
- 1996 : Projet sambizanga[7]
- 1997 : Les Oubliées. 16 mm, 52 min, documentaire[5],[7]
- 1998 : Sarah Maldoror ou la nostalgie de l'utopie. 16 mm, 26 min, documentaire consacré à Sarah Maldoror[7]
- 1999 : Déposez les Lames. 25 min, documentaire[7]
- 2000 – L’une l’est l’autre pas, documentaire[8]